# سیارک ۴۶۴۷
سیارک ۴۶۴۷ (به انگلیسی: 4647 Syuji، نامگذاری:1931TU1) چهار هزار و ششصد و چهل و هفتمین سیارک کشف شده‌است که در ۹ اکتبر ۱۹۳۱ و در هایدلبرگ کشف شد.
قدر مطلق سیارک برابر ۱۲٫۶۰ است.